# مستاله
مستاله (به انگلیسی: Mastala) یک روستا در پاکستان است که در پنجاب واقع شده‌است.